# Klavže (zapory wodne)
Klavže (zapory wodne) – słoweńskie budowle wodne będące zabytkami techniki zbudowane na rzece Idrijca i potokach Klavžarica, Belca i Zala. Służyły do gromadzenia wody, aby móc przetransportować drewno do kopalni rtęci w Idriji.

## Historia
Kopalnia rtęci w Idriji potrzebowała na swoje potrzeby dużych ilości drewna. Używano go do przygotowania stempli w tunelach kopalni, sprzętu górniczego i do spalania przy wytopie rudy. Po wyczerpaniu drzewa w okolicy kopalni musiano szukać go w okolicy, ale nie był możliwy transport drogami, które nie istniały. Aby je sprowadzić nie można było również wykorzystać potoków i rzek, których poziom był zbyt niski, szczególnie w miesiącach letnich. Dlatego zbudowano klavže, które były zaporami wodnymi zbierającymi w zbiorniku wodę, która po otwarciu wrót transportowała zgromadzone poniżej pnie w dół, do kopalni.
Pierwsze drewniane konstrukcje zbudowano na potoku Zala w 1589 roku. W 1595 roku powstała zapora na rzece Idrijca i 1750 roku na Belca. Początkowo były to konstrukcje drewniane, pierwsze konstrukcje murowane wykonał miejscowy murarz Jožef Mrak. Pierwsza powstała w wąwozie Idrijca i nosi nazwę Idrijske klavže. Po otwarciu wrót woda spływająca kanałami w ciągu 30 minut i niosła drewno do odległej o 20 km Idriji. Podczas jednego spuszczenia wody można było przetransportować do 13 000 m³ drewna. Drugą częścią systemu była bariera o długości 413 metrów zbudowana w Idriji, którą nazywano „grablje”. Działała ona jak olbrzymie sito i zatrzymywała spławiane pnie. Po I wojnie światowej Idrija została włączona do państwa włoskiego. Włosi zaczęli budować drogi i nimi zwozić drewno na potrzeby kopalni. System zapór działał sprawnie do 1926 roku, gdy grablije zostało zniszczone przez wielka powódź. Opuszczone klavže niszczały. Najpierw rozpadły się drewniane wrota, ale murowane budowle ocalały. Zostały one odrestaurowane w latach 80. i 90. XX wieku. W 1968 roku zostały gminnym zabytkiem techniki, a od 2001 roku zabytkiem krajowym. W Muzeum Miejskim w Idriji można zobaczyć modele, które wyjaśniają jak funkcjonował cały system transportu drewna. Muzeum, które powstało w 1953 roku było odpowiedzialne za remont klavžy i sprawuje nad nimi opiekę.

## Nazwa
Klavže w języku słoweńskim to rzeczownikiem w liczbie mnogiej i oznacza bramy. Pochodzi od łacińskiego słowa clausura (zamknięcie), ale do języka słoweńskiego został zapożyczony z niemieckiego słowa die Klause.

## Klavže
Na terenie Idriji powstało 5 zapór.
Na rzece Idrijca:
- Idrijca Klavže zaczęto budować od 1767 do 1772 r. Wysokość zapory wynosiła 11,3 m, długość ponad 41,4 m, a grubość ponad 10,8 m. Zapora powstała na wysokości 707 m n.p.m. Przeprowadzono przez nią dwa kanały o szerokości 3,8 m i wysokości 5,6 metra, które zamknięto potężnymi wrotami. Zbiornik miał 785 m długości i gromadził 210 000 m³ wody. Zapora funkcjonowała do 1925 roku[1].

Na potoku Belca powstały dwie zapory:
- Brusove klavže lub Belčne klavže zostało zbudowane w latach 1767–1769. Wysokość zapory wynosiła 8,9 m, długość ponad 34,8 m, a grubość 6,5 m[3].
- Putrihove klavže zaczęto budować w latach 1767–1769. Zapora miała 7,2 metra wysokości, ponad 44 metry szerokości i była gruba na 8,5 m. Działała do 1926 roku[8].

Na rzece Klavžaricy jedna:
- Kanomeljske klavže zaczęto budować w latach 1812–1813. Wysokość zapory wynosiła 14 m, szerokość ponad 32,6 m i grubość 10,2 metra. Zapora funkcjonowała do 1912 roku. Podczas renowacji w 2005 roku obok zbudowano małą elektrownię HPP Klavžarica, która wykorzystuje wodę z zapory[9].

Na potoku Zala jedna:
- Smrečne klavže zaczęto budować w 1772 roku. Wysokość bariery wynosiła 8,5 m, długość powyżej 27,3 m, a grubość bariery powyżej 6,7 m. Zapora pracowała do 1849 roku[10].

## Wpis na listę światowego dziedzictwa UNESCO
W 2012 roku klavže jako część kopalni rtęci w Idriji zostały wpisane na listę światowego dziedzictwo UNESCO.